# Баня-Лукский университет
Баня-Лукский университет (серб. Универзитет у Бањој Луци) — общественный государственный университет, расположенный в городе Баня-Лука. Будучи основанным в 1975 году, является старейшим и крупнейшим высшим учебным заведением Республики Сербской, а также вторым по величине университетом Боснии и Герцеговины.
Изначально состоял из 5 факультетов, в настоящее время включает 15 факультетов и Академию искусств. Помимо учебных корпусов имеет два кампуса, находящихся на берегу реки Врбас в центральном районе города. Общее количество обучающихся студентов составляет около 18 тыс. человек, в структуре университета работают порядка 1000 преподавателей и 450 прочих административных сотрудников. В одном из зданий университета базируется Народная и университетская библиотека Республики Сербской. По состоянию на 2016 год должность ректора университета занимает Станко Станич.
В 2006/2007 учебном году университет участвовал в Болонском процессе, процессе сближения и гармонизации систем высшего образования стран Европы с целью создания единого европейского пространства высшего образования, хотя отдельные факультеты прошли через эти реформы раньше. Начиная с 2011 года Баня-Лукский университет — полноправный член Ассоциации университетов Европы. Кроме того, член Европейского лесного института, участник программ трансъевропейской мобильности университетского образования TEMPUS, CEEPUS, седьмой Рамочной программы ЕС по развитию научных исследований и технологий. По программе студенческого обмена сотрудничает с такими учебными заведениями как Римский университет Ла Сапиенца, Пловдивский университет, Страсбургский университет, Грацский университет имени Карла и Франца, Университет округа Колумбия, Приштинский университет и Фрайбургский университет. В 2007 году подписано соглашение о сотрудничестве с Московским государственным медико-стоматологическим университетом.
В числе выпускников университета такие известные политические деятели как Милан Елич, Александр Джомбич, Джурджа Адлешич, Драган Чавич, Никола Поплашен, Младен Иванич, Огнен Тадич, Игорь Црнадак и др.

## Факультеты

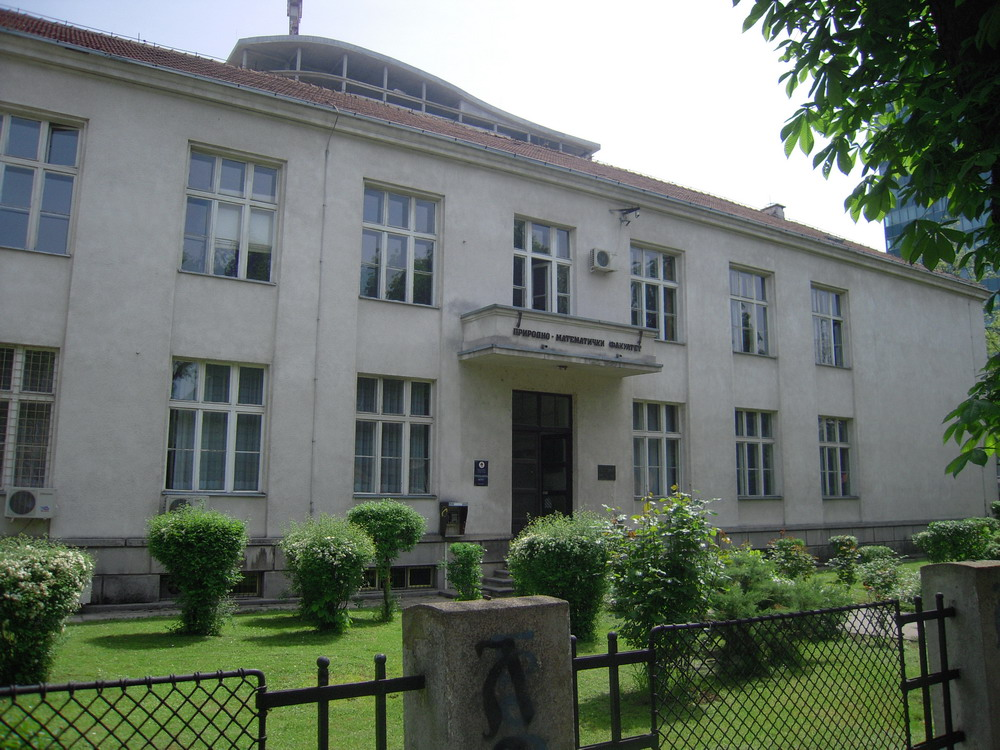
Факультет естественных наук

Университет включает 16 факультетов:
- Академия искусств

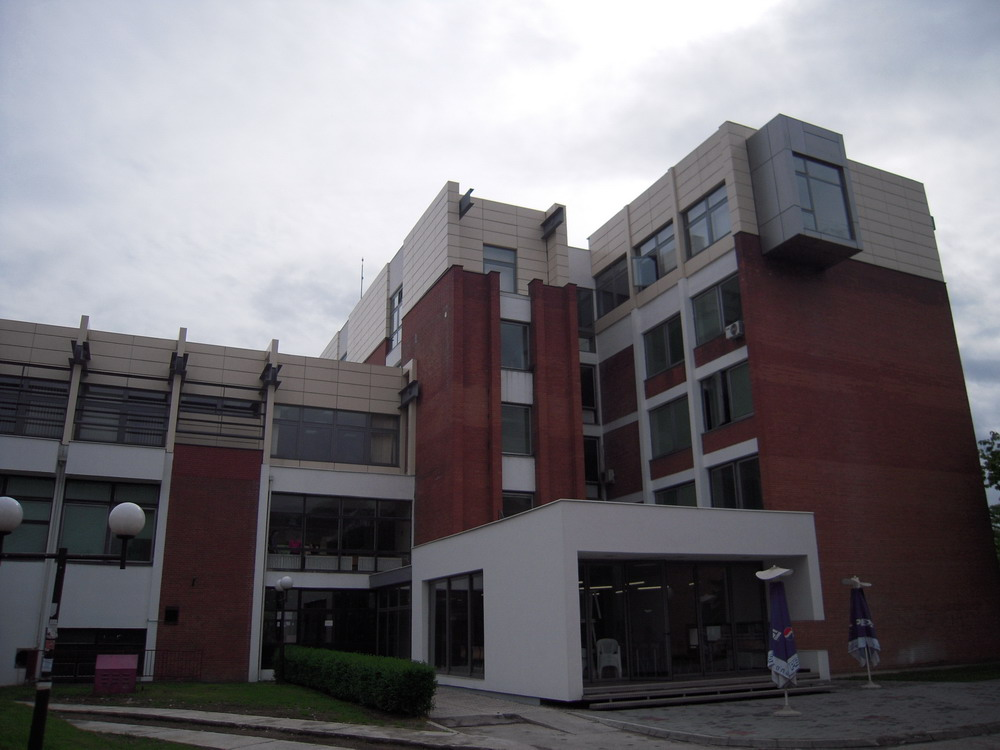
Экономический факультет

- Факультет архитектуры и гражданского строительства
- Факультет экнономики
- Факультет электротехники
- Факультет машиностроения
- Факультет медицины
- Факультет сельского хозяйства
- Факультет права
- Факультет математики и естественных наук
- Факультет горного дела
- Факультет технологии
- Факультет политологии[серб.]
- Факультет физической культуры и спорта
- Факультет филологии
- Факультет философии
- Факультет лесного хозяйства